# Rally de Montecarlo de 1986
El Rally de Montecarlo de 1986 fue la 54.ª edición y la primera ronda de la Temporada 1986 del Campeonato Mundial de Rally. Se celebró entre el 18 y el 24 de enero de 1986. El vencedor fue el finlandés Henri Toivonen que lograba su segunda victoria consecutiva en el mundial, ya que venía de ganar en la última prueba del año anterior, en Gran Bretaña y a la postre sería la última de su carrera. La lista de inscritos fue de lujo, con la presencia de los equipos oficiales: Audi, Lancia, Peugeot, Austin y Citroën que hacía su debut en el campeonato del mundo.

## Desarrollo
Ese año el Rally de Montecarlo se disputó con poca nieve, lo que convirtió la elección de los neumáticos en una complicada tarea. El rally fue dominado por Henri Toivonen con su Lancia Delta S4, pero un accidente con el vehículo de un espectador durante un tramo de enlace, a punto estuvo de costarle la victoria. El finlandés pudo llegar hasta el parque de asistencia y una vez allí, sus mecánicos reconstruyeron el coche en tiempo récord, y no solo pudo reengancharse a la carrera, sino que recuperó el tiempo perdido y se permitió el lujo de sacarle cuatro minutos a Timo Salonen en la noche de Turini, que en ese momento lideraba la carrera.
El propio Salonen, acerca de la remontada de Toivonen, afirmó:

Seguir el ritmo de Toivonen era simplemente suicida
Timo Salonen, 1986.

## Itinerario y ganadores
La edición de 1986 contó con el recorrido de concentración inicial hasta Aix-les-Bains. Luego se disputaron tres etapas distribuidas en seis días, realizando un total de 881 km cronometrados en 36 tramos.
| Etapa                    | Tramo                                           | Hora                                            | Nombre                                          | Distancia                                       | Ganador                                         | Tiempo                                          | Vel. media                                      | Líder rally                                     |
| ------------------------ | ----------------------------------------------- | ----------------------------------------------- | ----------------------------------------------- | ----------------------------------------------- | ----------------------------------------------- | ----------------------------------------------- | ----------------------------------------------- | ----------------------------------------------- |
| Etapa 1 (18 de enero)    | Recorrido de concentración hasta Aix-les-Bains. | Recorrido de concentración hasta Aix-les-Bains. | Recorrido de concentración hasta Aix-les-Bains. | Recorrido de concentración hasta Aix-les-Bains. | Recorrido de concentración hasta Aix-les-Bains. | Recorrido de concentración hasta Aix-les-Bains. | Recorrido de concentración hasta Aix-les-Bains. | Recorrido de concentración hasta Aix-les-Bains. |
|                          |                                                 |                                                 |                                                 |                                                 |                                                 |                                                 |                                                 |                                                 |
| Etapa 2 (19 de enero)    | 1                                               | 14:33                                           | Aillon-le-Jeune                                 | 2,60 km                                         | Miki Biasion                                    | 1:35                                            | 98,53 km/h                                      | Miki Biasion                                    |
| Etapa 2 (19 de enero)    | 2                                               | 16:43                                           | La Soffaz - Samuaz                              | 9,10 km                                         | Henri Toivonen                                  | 7:57                                            | 68,68 km/h                                      | Henri Toivonen                                  |
| Etapa 2 (19 de enero)    | 3                                               | 17:31                                           | Chamoux                                         | 13,70 km                                        | Timo Salonen                                    | 11:05                                           | 74,17 km/h                                      | Henri Toivonen                                  |
| Etapa 2 (19 de enero)    | 4                                               | 18:24                                           | Saint Pierre d'Allevard - Theys                 | 13,00 km                                        | Henri Toivonen                                  | 8:49                                            | 88,47 km/h                                      | Henri Toivonen                                  |
| Etapa 2 (19 de enero)    | 5                                               | 20:03                                           | Veniper - La Feclaz                             | 14,40 km                                        | Henri Toivonen                                  | 9:02                                            | 95,65 km/h                                      | Henri Toivonen                                  |
| Etapa 2 (19 de enero)    | 6                                               | 20:56                                           | Café Carret - Le Sappey-en-Chartreuse           | 44,00 km                                        | Henri Toivonen                                  | 31:15                                           | 84,48 km/h                                      | Henri Toivonen                                  |
|                          |                                                 |                                                 |                                                 |                                                 |                                                 |                                                 |                                                 | Henri Toivonen                                  |
| Etapa 3 (20-21-22 enero) | 7                                               | 14:16                                           | Saint-Sauveur-en-Rue - Saint-Regis              | 16,50 km                                        | Markku Alén                                     | 8:30                                            | 116,47 km/h                                     | Henri Toivonen                                  |
| Etapa 3 (20-21-22 enero) | 8                                               | 15:19                                           | Saint-Bonnet-le-Froid                           | 26,00 km                                        | Henri Toivonen                                  | 13:36                                           | 114,71 km/h                                     | Henri Toivonen                                  |
| Etapa 3 (20-21-22 enero) | 9                                               | 16:02                                           | Lalouvesc                                       | 18,70 km                                        | Henri Toivonen                                  | 10:33                                           | 106,35 km/h                                     | Henri Toivonen                                  |
| Etapa 3 (20-21-22 enero) | 10                                              | 17:55                                           | Le Moulinon - Antraigues                        | 37,20 km                                        | Walter Röhrl                                    | 24:51                                           | 89,82 km/h                                      | Henri Toivonen                                  |
| Etapa 3 (20-21-22 enero) | 11                                              | 19:15                                           | La Souche                                       | 27,70 km                                        | Walter Röhrl                                    | 15:59                                           | 103,98 km/h                                     | Henri Toivonen                                  |
| Etapa 3 (20-21-22 enero) | 12                                              | 9:58                                            | Burzet                                          | 45,50 km                                        | Bruno Saby                                      | 25:34                                           | 106,78 km/h                                     | Henri Toivonen                                  |
| Etapa 3 (20-21-22 enero) | 13                                              | 12:04                                           | Saint-Montan                                    | 31,00 km                                        | Bruno Saby                                      | 20:16                                           | 91,78 km/h                                      | Henri Toivonen                                  |
| Etapa 3 (20-21-22 enero) | 14                                              | 16:13                                           | Savoillan                                       | 17,00 km                                        | Bruno Saby                                      | 9:12                                            | 110,87 km/h                                     | Henri Toivonen                                  |
| Etapa 3 (20-21-22 enero) | 15                                              | 18:02                                           | Rosans                                          | 31,00 km                                        | Bruno Saby                                      | 19:11                                           | 96,96 km/h                                      | Henri Toivonen                                  |
| Etapa 3 (20-21-22 enero) | 16                                              | 19:11                                           | Saint-Nazaire-le-Désert                         | 23,70 km                                        | Bruno Saby                                      | 15:22                                           | 92,54 km/h                                      | Henri Toivonen                                  |
| Etapa 3 (20-21-22 enero) | 17                                              | 21:44                                           | Saint-Jean-en-Royans                            | 32,20 km                                        | Henri Toivonen                                  | 19:29                                           | 99,16 km/h                                      | Henri Toivonen                                  |
| Etapa 3 (20-21-22 enero) | 18                                              | 23:35                                           | Glandage                                        | 13,50 km                                        | Miki Biasion                                    | 7:22                                            | 109,95 km/h                                     | Henri Toivonen                                  |
| Etapa 3 (20-21-22 enero) | 19                                              | 0:30                                            | Les Savoyons - Sigoyer                          | 32,00 km                                        | Timo Salonen                                    | 23:01                                           | 83,42 km/h                                      | Henri Toivonen                                  |
| Etapa 3 (20-21-22 enero) | 20                                              | 6:03                                            | Chorges - Embrun                                | 30,00 km                                        | Miki Biasion                                    | 18:46                                           | 95,91 km/h                                      | Henri Toivonen                                  |
| Etapa 3 (20-21-22 enero) | 21                                              | 7:00                                            | Saint-Sauveur                                   | 20,00 km                                        | Juha Kankkunen                                  | 16:31                                           | 72,65 km/h                                      | Henri Toivonen                                  |
| Etapa 3 (20-21-22 enero) | 22                                              | 8:39                                            | Col de Garcinets                                | 22,70 km                                        | Miki Biasion                                    | 18:29                                           | 73,69 km/h                                      | Henri Toivonen                                  |
| Etapa 3 (20-21-22 enero) | 23                                              | 9:23                                            | Sisteron - Thoard                               | 37,10 km                                        | Timo Salonen Walter Röhrl                       | 28:21                                           | 78,52 km/h                                      | Timo Salonen                                    |
| Etapa 3 (20-21-22 enero) | 24                                              | 12:21                                           | Trigance - Castellane                           | 33,80 km                                        | Walter Röhrl                                    | 20:46                                           | 97,66 km/h                                      | Timo Salonen                                    |
| Etapa 3 (20-21-22 enero) | 25                                              | 13:36                                           | Saint-Auban                                     | 30,50 km                                        | Walter Röhrl                                    | 22:19                                           | 82,00 km/h                                      | Timo Salonen                                    |
|                          |                                                 |                                                 |                                                 |                                                 |                                                 |                                                 |                                                 | Timo Salonen                                    |
| Etapa 4 (23-24 enero)    | 26                                              | 11:38                                           | Col de la Madone 1                              | 18,00 km                                        | Timo Salonen                                    | 13:33                                           | 79,70 km/h                                      | Timo Salonen                                    |
| Etapa 4 (23-24 enero)    | 27                                              | 12:59                                           | Col de Turini 1                                 | 22,40 km                                        | Henri Toivonen                                  | 17:06                                           | 78,60 km/h                                      | Timo Salonen                                    |
| Etapa 4 (23-24 enero)    | 28                                              | 14:23                                           | Saint-Sauveur 1                                 | 22,00 km                                        | Henri Toivonen                                  | 14:31                                           | 90,93 km/h                                      | Henri Toivonen                                  |
| Etapa 4 (23-24 enero)    | 29                                              | 15:55                                           | Puget-Theniers - Touton                         | 28,50 km                                        | Henri Toivonen                                  | 19:04                                           | 89,69 km/h                                      | Henri Toivonen                                  |
| Etapa 4 (23-24 enero)    | 30                                              | 17:24                                           | Loda - Lucéram 1                                | 16,50 km                                        | Timo Salonen                                    | 13:00                                           | 76,15 km/h                                      | Henri Toivonen                                  |
| Etapa 4 (23-24 enero)    | 31                                              | 22:08                                           | Col de la Madone 2                              | 18,00 km                                        | Henri Toivonen                                  | 14:15                                           | 75,79 km/h                                      | Henri Toivonen                                  |
| Etapa 4 (23-24 enero)    | 32                                              | 23:29                                           | Col de Turini 2                                 | 22,40 km                                        | Henri Toivonen                                  | 18:36                                           | 72,26 km/h                                      | Henri Toivonen                                  |
| Etapa 4 (23-24 enero)    | 33                                              | 0:53                                            | Saint-Sauveur 2                                 | 22,00 km                                        | Henri Toivonen                                  | 16:47                                           | 78,65 km/h                                      | Henri Toivonen                                  |
| Etapa 4 (23-24 enero)    | 34                                              | 2:25                                            | Puget-Theniers - Saint Auban                    | 38,40 km                                        | Walter Röhrl                                    | 25:08                                           | 91,67 km/h                                      | Henri Toivonen                                  |
| Etapa 4 (23-24 enero)    | 35                                              | 3:49                                            | Roquesteron                                     | 33,50 km                                        | Walter Röhrl                                    | 26:27                                           | 75,99 km/h                                      | Henri Toivonen                                  |
| Etapa 4 (23-24 enero)    | 36                                              | 5:42                                            | Loda - Lucéram 2                                | 16,50 km                                        | Walter Röhrl                                    | 13:46                                           | 71,91 km/h                                      | Henri Toivonen                                  |

## Clasificación final

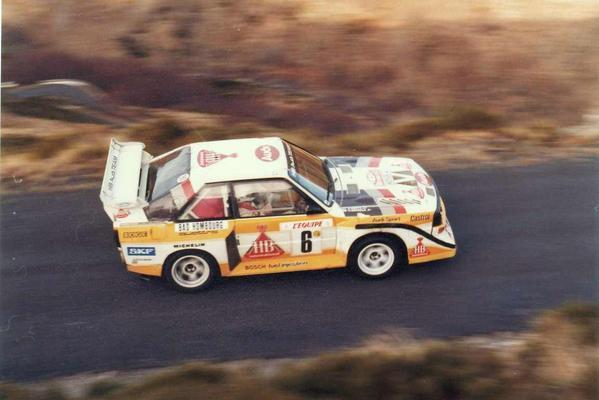
Hannu Mikkola solo pudo ser tercero con el Audi Quattro. Fue además la única carrera que hizo en toda la temporada.

- El podio estuvo formado por Toivonen, Salonen y Mikkola.[4]
- Entre los abandonos más destacados se encuentran: Markku Alén, Tony Pond, Michele Mouton, Malcolm Wilson o Ingvar Carlsson.

| Pos.     | Piloto             | Copiloto                | Automóvil               | Tiempo   | Diferencia | Puntos |
| WRC      | WRC                | WRC                     | WRC                     | WRC      | WRC        | WRC    |
| -------- | ------------------ | ----------------------- | ----------------------- | -------- | ---------- | ------ |
| 1.       | Henri Toivonen     | Sergio Cresto           | Lancia Delta S4         | 10:11.24 | 0.00       | 20     |
| 2.       | Timo Salonen       | Seppo Harjanne          | Peugeot 205 Turbo 16 E2 | 10:15.28 | + 4.04     | 15     |
| 3.       | Hannu Mikkola      | Arne Hertz              | Audi Sport quattro E2   | 10:18.46 | + 7.22     | 12     |
| 4.       | Walter Röhrl       | Christian Geistdörfer   | Audi Sport quattro E2   | 10:20.59 | + 9.35     | 10     |
| 5.       | Juha Kankkunen     | Juha Piironen           | Peugeot 205 Turbo 16 E2 | 10:39.47 | + 18.23    | 8      |
| 6.       | Bruno Saby         | Jean-François Fauchille | Peugeot 205 Turbo 16 E2 | 10:45.54 | + 34.30    | 6      |
| 7.       | Salvador Servià    | Jorge Sabater           | Lancia Rally 037        | 10:58.32 | + 47.08    | 4      |
| 8.       | Alain Oreille      | Sylvie Oreille          | Renault 11 Turbo        | 11:23.47 | + 1:12.23  | 3      |
| 9.       | Kenneth Eriksson   | Peter Diekmann          | Volkswagen Golf GTI 16V | 11:26.56 | + 1:15.32  | 2      |
| 10.      | Franz Wittmann     | Matthias Feltz          | Volkswagen Golf GTI 16V | 11:32.08 | + 1:20.44  | 1      |
| Grupo A  |                    |                         |                         |          |            |        |
| 1. (8.)  | Alain Oreille      | Sylvie Oreille          | Renault 11 Turbo        | 11:23.47 | 0.0        |        |
| Grupo N  |                    |                         |                         |          |            |        |
| 1. (18.) | Jacques Panciatici | Tilber                  | Alfa Romeo 33           | 12:07:11 | 0.0        |        |